# Personal im KZ Buchenwald
Das Personal im KZ Buchenwald arbeitete zur Zeit des Nationalsozialismus im KZ Buchenwald. Die personelle Aufteilung war durch die Inspektion der Konzentrationslager (IKL) für die Konzentrationslager einheitlich vorgegeben. Im KZ Buchenwald gab es fünf Abteilungen, die unterschiedliche lagerbezogene Aufgaben wahrnahmen. Die Struktur der Konzentrationslager im Aufbau der Abteilungen richtete sich jedoch nach der Größe der KZ. Somit besaßen nicht alle Konzentrationslager diese für das KZ Buchenwald aufgelistete Zusammenstellung der Abteilungen.

## Abteilung I: Kommandantur
Die Kommandantur war die oberste Instanz; der Lagerkommandant war Befehlshaber des gesamten SS-Personals. Zur Unterstützung der Lagerkommandanten fungierten die Adjutanten.
Lagerkommandanten
| Lagerkommandant | Zeitpunkt                   |
| --------------- | --------------------------- |
| Karl Otto Koch  | Juli 1937 bis Dezember 1941 |
| Hermann Pister  | Januar 1942 bis April 1945  |

Adjutanten
| Adjutanten           | Zeitpunkt                     |
| -------------------- | ----------------------------- |
| Hartwig Block        | 1937                          |
| Johannes Wellershaus | 1937                          |
| Hans Hüttig          | 1938 bis 1939                 |
| Hermann Hackmann     | 1939 bis 1940                 |
| Heinz Büngeler       | Januar 1941 bis Juni 1942     |
| Hans-Theodor Schmidt | September 1942 bis April 1945 |

Weiteres Personal der Abteilung Adjutantur im KZ Buchenwald: Martin Sommer, Gustav Heigel, Hermann Helbig, Wolfgang Otto, Emil Pleissner,

## Abteilung II: Politische Abteilung (Lager-Gestapo)
Die Aufgaben der Politischen Abteilung umfassten im Wesentlichen die Bekämpfung der Lagerwiderstandsbewegung, die Verhinderung von Fluchten und Kontakten zur Außenwelt, das Anfertigen und Verwalten von Häftlingskarteien sowie die Korrespondenz mit der Gestapo, Kriminalpolizei und dem Reichssicherheitshauptamt (RSHA).
Leitung der Politischen Abteilung
| Name                              | Zeitpunkt           |
| --------------------------------- | ------------------- |
| Kriminalsekretär Wilhelm Frerichs | 1937 bis 1941       |
| Kriminalsekretär Walter Serno     | 1941 bis April 1945 |

Weiteres Personal der Politischen Abteilung des KZ Buchenwald: Hubert Leclaire

## Abteilung III: Schutzhaftlagerführung
Der Leiter der Schutzhaftlagerführung war gleichzeitig Stellvertreter des Kommandanten. Er führte in der Regel den amtlichen Schriftverkehr mit über- und untergeordneten Dienststellen. Ihm unterstanden Rapportführer, Blockführer und Kommandoführer. Sie bewachten innerhalb des Lagers und in den Außenkommandos und -lagern die Zwangsarbeiten. Sie hatten Befehlsgewalt über Funktionshäftlinge und Häftlinge.
| Name              | Funktion                 | Zeitraum                    |
| ----------------- | ------------------------ | --------------------------- |
| Arthur Rödl       | 1. Schutzhaftlagerführer | August 1937 bis 1940        |
| Hermann Florstedt | 1. Schutzhaftlagerführer | Oktober 1940 bis 1942       |
| Max Schobert      | 1. Schutzhaftlagerführer | 1942 bis April 1945         |
| Jakob Weiseborn   | 2. Schutzhaftlagerführer | August 1937 bis April 1938  |
| Hans Hüttig       | 2. Schutzhaftlagerführer | 1938 bis 1939               |
| Wolfgang Plaul    | 2. Schutzhaftlagerführer |                             |
| Max Schobert      | 2. Schutzhaftlagerführer | Januar 1940 bis 1942        |
| Erich Gust        | 2. Schutzhaftlagerführer | 1942 bis 1944               |
| Hans Merbach      | 2. Schutzhaftlagerführer | Februar 1945 bis April 1945 |

Weiteres Personal der Abteilung Schutzhaftlagerführung im KZ Buchenwald: Josef Kestel, Helmut Roscher, Arnold Strippel

## Abteilung III/E: Arbeitseinsatz
Die Abteilung Arbeitseinsatz wurde durch den Arbeitseinsatzführer und war direkt dem SS-Wirtschafts- und Verwaltungshauptamt unterstellt. Der dem Arbeitseinsatzführer nachgeordnete Arbeitsdienstführer war für die Einteilung der Häftlingskommandos sowie auch deren Abordnung zu zivilen Firmen zuständig.
| Name            | Zeitpunkt                           |
| --------------- | ----------------------------------- |
| Philipp Grimm   | Oktober 1940 bis Ende November 1942 |
| Albert Schwartz | Oktober 1942 bis April 1945         |

Weiteres Personal der Abteilung Arbeitseinsatz im KZ Buchenwald: Franz Zinecker

## Abteilung IV: Verwaltung (SS-Standortverwaltung)
An der Spitze stand der SS-Verwaltungsführer. Abteilung IV regelte die Versorgung mit Kleidung und Lebensmitteln. Das beschlagnahmte Eigentum der Häftlinge wurde hier verwaltet.
| Name                | Zeitraum            |
| ------------------- | ------------------- |
| Christian Mohr      | 1937                |
| Karl Weichseldorfer | 1937 bis 1942       |
| Otto Barnewald      | 1942 bis April 1945 |

## Abteilung V: Sanitätswesen (Standortarzt)
Zur Abteilung V (Sanitätswesen) gehörten die KZ-Ärzte und SS-Sanitätsdienstgrade des Krankenreviers. Der Lager- und SS-Standortarzt stellte nach der Ermordung von Häftlingen nachträglich Totenscheine mit natürlicher Todesursache aus.
Standortarzt
| Name                 | Zeitraum                     |
| -------------------- | ---------------------------- |
| Werner Kirchert      | 1937 bis 1938                |
| Hans Schlosser       | Februar 1939 bis Juni 1939   |
| Gustav Busse         | 1939 bis Sommer 1941         |
| Waldemar Hoven       | Juli 1942 bis September 1943 |
| Gerhard Schiedlausky | Oktober 1943 bis April 1945  |

Weiteres Personal der Abteilung Sanitätswesen im KZ Buchenwald:
- Lagerärzte: Heinrich Plaza, Erwin Ding-Schuler, Erich Wagner, August Bender, Hans Eisele, Werner Greunuss, Carl Eisen, Ludwig Ehrsam, Herbert Gräff, Heinz Gudacker, Aribert Heim, Peter Hofer, Konrad Köbrich, Richard Krieger, Viktor Lewe, Karl-Werner Maaßen, Hans Müller, Heinz Neumann, Ralf Rogge, Werner Rohde, Werner Stephan,

- Lagerzahnärzte: Georg Coldewey, Helmut Johannsen, Hans Fischer, Gerhard Palfer, Walter Pongs, Paul Reutter

- SS-Sanitätsdienstgrade: Friedrich Karl Wilhelm

## Wachkompanie KZ Buchenwald
Die Truppe bildete die eigentliche Wachmannschaft des KZ. Die Wachkompanie war für die Außensicherung des KZ verantwortlich, wurde teils auch im inneren KZ-Bereich eingesetzt.
Kommandeur des SS-Totenkopfsturmbann Buchenwald
| Name                   | Zeitraum                       |
| ---------------------- | ------------------------------ |
| Paul Kröger            | ?                              |
| Arnold Büscher         | ?                              |
| Otto Förschner         | Frühjahr 1942 bis August 1943  |
| Guido Reimer           | September 1943 bis Herbst 1944 |
| Offizier der Wehrmacht | nach Herbst 1944               |